# ضدحمله

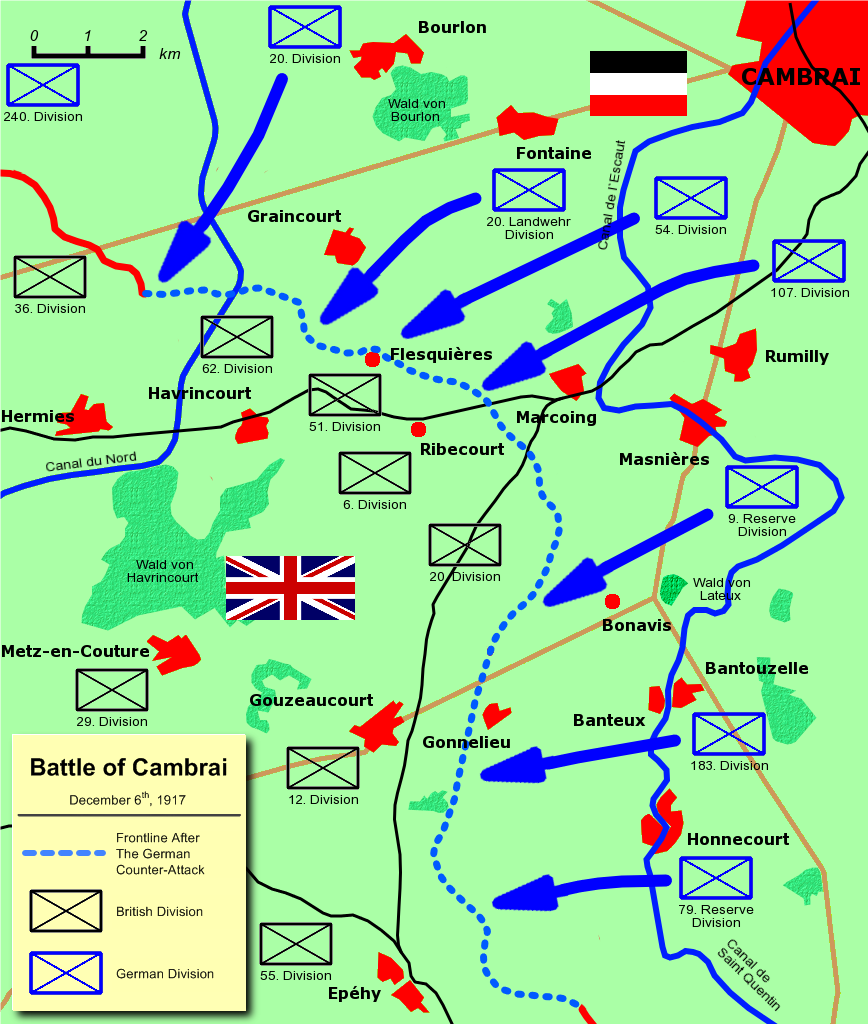
نقشه ضدحمله نیروهای امپراتوری آلمان در نبرد کامبری (۱۹۱۷)

ضد حمله در نیروی نظامی به معنی نوعی آفند از سوی نیروهایی است که در برابر یک عملیات حملهٔ دشمن مقاومت کرده‌اند و توانسته‌اند آن را متوقف کنند در حالی که هنوز در گارد دفاعی خود قرار دارند.
ضدحمله هنگامی صورت می‌گیرد که خط مقدم دشمن دچار فرسایش و ناتوانی شده و نمی‌تواند (فرصت نمی‌کند) شکل دفاعی هم به خود بگیرد. اهداف در ضدحمله معمولاً کوچکترند. کارل فون کلاوزویتس، ضدحمله را یکی از پربازده‌ترین روش‌های جنگ معرفی کرده‌است.